# Großherzoglich-Sächsische Forstlehranstalt Eisenach

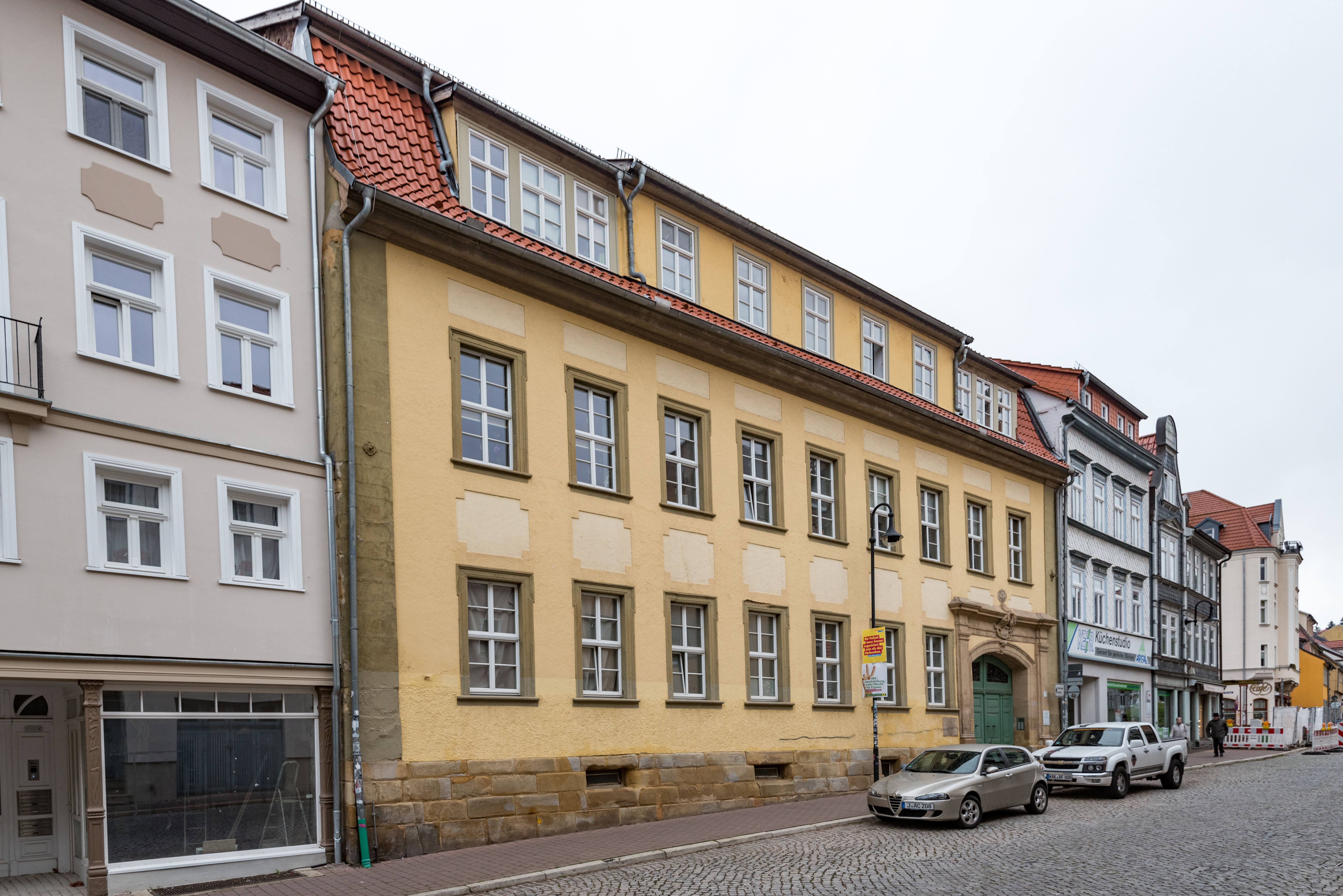
Ehemaliges Hauptgebäude am Frauenberg (2010)

Die Großherzoglich-Sächsische Forstlehranstalt Eisenach war eine Fachhochschule für Forstwissenschaften des Landes Sachsen-Weimar-Eisenach mit Sitz in Eisenach. 1905 wurde die Lehranstalt in eine Forstakademie   umbenannt. Die Hochschule bestand bis zum Jahre 1915.

## Geschichte
Die Eisenacher Forstlehranstalt ging aus einer durch den späteren Oberforstrat Gottlob König bereits 1805 in Ruhla gegründeten Meisterschule für Forstleute hervor und orientierte sich inhaltlich an der von Carl Christoph Oettelt (Ilmenau) und Johann Heinrich Cotta (Forstlehranstalt aus Zillbach) entworfenen Forstausbildung. Sie wurde 1830 nach Eisenach verlegt und zunächst privat geführt. Der erste Sitz des bereits staatlich unterstützten Forstlehrinstitutes in Eisenach war im Haus Schmelzerstraße 14. Nach dem Tode Königs wurde das Gebäude Frauenberg 17 bezogen.
Als Förster in Ruhla hatte sich König mit der Wiederaufforstung der in Hochlagen des Thüringer Waldes und der Rhön befindlichen Waldwüstungen und Heideflächen intensiv beschäftigt und war auch an die Landesregierung mit entsprechenden Denkschriften und Petitionen herangetreten. Er wurde daher für die im Großherzogtum Sachsen-Weimar-Eisenach benötigte Reorganisation des Forstwesens und die ebenfalls erforderliche Einführung der Forsttaxation als der am besten geeignete Fachmann gehalten.
1848 wurde die Lehranstalt in staatliche Obhut genommen und 1854 wurde aus dem Forstinstitut eine Forstlehranstalt. Sie diente der Ausbildung von Anwärtern für den staatlichen mittleren Forstdienst. Die Schule verfügte für die praktische Ausbildung über drei Lehrforste: sie lagen um Ruhla, Wilhelmsthal und Eisenach. König legte für die praktische Ausbildung in Eisenach auch einen Pflanzgarten und forstbotanische Anlage im Haintal an, dieser lag am Südrand des bereits 1787 mit zahlreichen ausländischen Gehölzen angepflanzten Roeseschen Hölzchen.
1905 wurde die Lehranstalt in eine Forstakademie umgewandelt. Mit Beginn des Ersten Weltkrieges kam die Ausbildung von Forstleuten zum Erliegen und die Akademie wurde 1915 aufgelöst. Das Gebäude Frauenberg 17 wurde später Sitz der Fachschule für Landwirtschaft Eisenach.

## Persönlichkeiten

### Direktoren
- Gottlob König, Direktor von 1830 bis 1849
- Carl Grebe, Direktor von 1850 bis 1890
- Hermann Stoetzer, Direktor von 1890 bis 1911
- Huldreich Matthes, (letzter) Direktor von 1911 bis 1915

### Lehrer
Ein Inserat im Staatsanzeiger des Großherzogtums benennt den Lehrkörper des Sommersemesters des Jahres 1899:
- Hermann Stoetzer: Einleitung in die Forstwissenschaft, Forsteinrichtung, Forstbenutzung
- Huldreich Matthes: Waldbau, Volkswirtschaftspolitik, Finanzwissenschaft
- Moritz Büsgen: Mineralogie, Geognosie, Botanik
- Liebetrau: Zoologie
- Höhn: Mathematik, Trigonometrie
- Axthelm: Meteorologie, Meßübungen
- Lincke: Rechtskunde

Ebenfalls in Eisenach lehrten:
- Ferdinand Senft
- Walter Migula
- Hans Bernhard Jacobi
- Wilhelm Casselmann

### Schüler
- Werner von Strauch, Landforstmeister

## Studentenverbindungen
An der Lehranstalt bildeten sich vier Studentenverbindungen: Hubertia, Silvania, Tanne und Alania. Zwei Verbindungen nahmen vergleichsweise spät das Corpsprinzip an und bildeten gemeinsam den Senioren-Convent zu Eisenach. Die Eisenacher Forstcorps hatten erhebliche Schwierigkeiten bei der Aufnahme in die größeren Verbände, litten unter Mitgliedermangel und mussten vergleichsweise häufig suspendieren. Das lag nicht zuletzt auch am Schicksal der Eisenacher Akademie. Die beiden Eisenacher Corps verlegten sich nach Auflösung der Forstakademie an die Justus-Liebig-Universität Gießen und traten zunächst dem kleineren Rudolstädter Senioren-Convent bei. Die Tradition beider Verbindungen des Eisenacher SC wurde nach dem Zweiten Weltkrieg vom WSC-Corps Rheno-Nicaria Mannheim übernommen.

### Hubertia
1848 gründete sich eine Tischgesellschaft Mohrenkneipe, nach der Gastwirtschaft Zum Mohren unweit der Forstlehranstalt am Eisenacher Frauenplan. Diese wandelte sich 1862 in die zunächst schwarze Verbindung Hubertia um. 1865 reformierte sich diese in eine farbentragende Landsmannschaft (hellgrün-gold-schwarz, hellgrüner Stürmer), der nahezu ausschließlich Forstleute angehörten. 
Nach längerer Suspension (1896–1905) und der Rekonstitution, zunächst als Verbindung, dann wieder als Landsmannschaft, nahm Hubertia 1908 das Corpsprinzip an. 1914 ersuchte man um die Aufnahme in den Weinheimer Senioren-Convent (WSC), offenbar verlief der Antrag aber im Sande. Mit Beginn des Ersten Weltkriegs wurde der Aktivenbetrieb eingestellt. Hubertia renoncierte im Rudolstädter Senioren-Convent (RSC), wurde 1922 recipiert um erneut im Sommersemester 1929 zu suspendieren. 1930 trat die Altherrenschaft aus dem RSC aus, eine Fusion mit Corps Rheno-Nicaria Heidelberg führte zur kurzlebigen (bis 1936) Burschenschaft Hubertia-Rhenonicaria zu Heidelberg. Bei der Rekonstitution der Rheno-Nicaria als Corps im WSC 1953 wurde die Fusion mit Hubertia bestätigt und Hubertia gelangte so doch noch in den WSC.
Prominenteste Mitglieder der Hubertia waren die beiden Ehrenmitglieder Georg Prinz zu Sayn-Wittgenstein und Wilhelm Prinz zu Sayn-Wittgenstein und Hohenstein.

### Silvania
Die Studentische Forstverbindung Silvania entstand 1850 als Tischgesellschaft "Löwenkneipe" (nach dem Gasthaus Goldener Löwe). Sie wurde 1865 in eine farbentragende Landsmannschaft (rot-grün-gold, dunkelgrüner Stürmer) umgewandelt.
Silvania musste 1880 musste aus Mangel an Mitgliedern suspendieren. 1884 wurde sie als forstakademische Verbindung rekonstituiert; 1911 in ein Corps umgewandelt. Sie bestand bis zur Auflösung der Forstakademie im Jahr 1915 und verlegte 1921 ebenfalls nach Gießen. 1922/23 nahm sie die suspendierte freischlagende Verbindung Thuringia Eisenach auf. Nach Fusion mit dem Kartellcorps Salingia Berlin/Halle (1931) wechselte Silvania 1933 als Landständische Bauernschaft für kurze Zeit in den Naumburger Senioren-Convent (später Naumburger Thing, der an die Deutsche Bauernschaft angelehnt war), der bereits 1935 aufgelöst wurde.
Im April 1954 fusionierte Silvania ebenso wie Hubertia mit dem WSC-Corps Rheno-Nicaria Mannheim. Der gemeinsame Altherrenverband nahm die Bezeichnung Verband Alter Rhein-Neckarländer, Huberten und Silvanen e. V. zu Heidelberg an.

### Tanne
Der Forst- und Jagdwissenschaftliche Verein Tanne wurde 1867 gegründet und 1877 in Akademische Verbindung Tanne umbenannt. Er führte die Farben grün-silber-rot, später grün-weiß-rot. Mehrfach wurde suspendiert und reaktiviert. Der Altherrenverband fusionierte 1922 mit der Burschenschaft Rhenania München, heute Münchener Burschenschaft Arminia-Rhenania.

### Alania
Die Forstverbindung Alania wurde am 18. Dezember 1898 gegründet. Sie führte die Farben grün-weiß-schwarz und den Wahlspruch „Einig macht stark“; E.M.St., Farben, Zirkel, Gründungsdatum und Hirschkopf im viergeteilten Wappenschild und bestand bis nach 1906.